# Астафьев, Владимир Григорьевич
Владимир Григорьевич Астафьев — советский волейболист, нападающий, игрок сборной СССР.

## Карьера
Нападающий. В сборной СССР выступал с 1957 по 1960 год. Бронзовый призёр чемпионата Европы 1958 года. Чемпион СССР 1959 в составе сборной Ленинграда. Победитель чемпионатов дружественных армий (2) - 1959, 1961. В 1959, 1960, 1961 и 1962 годах вошёл в список 24 лучших волейболистов СССР.
По окончании игровой карьеры работал тренером.